# القدمة (إب)
القدمة هي إحدى قرى الجمهورية اليمنية. وهي تتبع جغرافيًا لمحافظة إب. وإداريًا لمديرية يريم. يبلغ تعداد سكانها 1198 نسمة حسب الإحصاء الذي جرى عام 2004.